# 前腦啡黑細胞促素皮促素
前腦啡黑細胞促素皮促素（Pro-opiomelanocortin），簡稱POMC，為一種由241個胺基酸組成的前驅多肽。POMC最初轉譯且修飾前的型態稱為原POMC（pre-POMC），含有285個胺基酸，原POMC移除信号肽之後才會成為POMC。

## 功能
POMC可以切成多種多肽片段，每一個多肽片段都有由囊泡所包覆，並經由胞吐作用釋放到細胞外液：
- 黑色素细胞刺激素（α-MSH）：由弓狀核的神經元產生的α-MSH，在調節食欲以及性行为中扮演重要角色。腦下垂體間葉（英语：pars intermedia）分泌的α-MSH則調控黑色素的產生。
- 促腎上腺皮質激素（ACTH）：屬於肽类激素，負責調控糖皮质激素的分泌。
- β-內啡肽（英语：β-endorphin）（β-Endorphin）及甲硫腦素（Met-enkephalin）：屬於內源性的類鴉片多肽（英语：opioid peptides），可於腦部多處作用。前者是腦內啡，後者是腦啡肽。會和中樞神經系統內的神經細胞，其細胞膜上的鴉片類受體 (Opioid receptors) 結合，達到鎮痛的效果。

## 延伸閱讀
- Millington GW. . Clinical and Experimental Dermatology. May 2006, 31 (3): 407–12. PMID 16681590. doi:10.1111/j.1365-2230.2006.02128.x.
- Millington GW. . Nutrition & Metabolism. September 2007, 4: 18. PMC 2018708 . PMID 17764572. doi:10.1186/1743-7075-4-18.
- Bhardwaj RS, Luger TA. . Archives of Dermatological Research. 1994, 287 (1): 85–90. PMID 7726641. doi:10.1007/BF00370724.
- Raffin-Sanson ML, de Keyzer Y, Bertagna X. . European Journal of Endocrinology. August 2003, 149 (2): 79–90. PMID 12887283. doi:10.1530/eje.0.1490079.
- Dores RM, Lecaude S. . General and Comparative Endocrinology. May 2005, 142 (1-2): 81–93. PMID 15862552. doi:10.1016/j.ygcen.2005.02.003.
- König S, Luger TA, Scholzen TE. . Experimental Dermatology. October 2006, 15 (10): 751–61. PMID 16984256. doi:10.1111/j.1600-0625.2006.00472.x.
- Farooqi S, O'Rahilly S. . Endocrine Reviews. December 2006, 27 (7): 710–18. PMID 17122358. doi:10.1210/er.2006-0040.

## 外部連結
- 醫學主題詞表（MeSH）：Pro-Opiomelanocortin

Template:NCBI RefSeq